# 마이 리틀 포니 테일즈
《마이 리틀 포니 테일즈》(영어: My Little Pony Tales)는 선보우 엔터테인먼트와 그라츠 엔터테인먼트, 애이콤프로덕션이 제작한 미국의 아동용 TV 시리즈이다. 해즈브로의 마이 리틀 포니 장난감을 기반으로 했다. 1992년 8월 2일부터 매주 디즈니 채널에서 방영되었고, 같은 해 12월 25일에 26번째 화를 방영하고 종료한다. 호주와 유럽에선 DVD도 발매되었다.

## 등장인물

### 주연
- 스타라이트 (성우: 윌로우 존슨)
- 스위트하트 (성우: 매기 블루 오하라)
- 멜로디 (성우: 켈리 셰리던)
- 브라이트 아이즈 (성우: 로라 해리스)
- 패치 (1~16화 성우: 비너스 테르조, 17~26화 성우: 브리지타 도)
- 클로버 (성우: 랠라이니아 린드저그)
- 봉봉 (성우: 클라라 재니)

### 조연
- 테디 (성우: 토니 샘슨)
- 에이스 (성우: 브래드 스와일)
- 랜서 (성우: 셰인 마이어)
- 미스 해크니 (성우: 케이트 로빈스)
- 스피너
- 댄디
- 버디